# Concheros

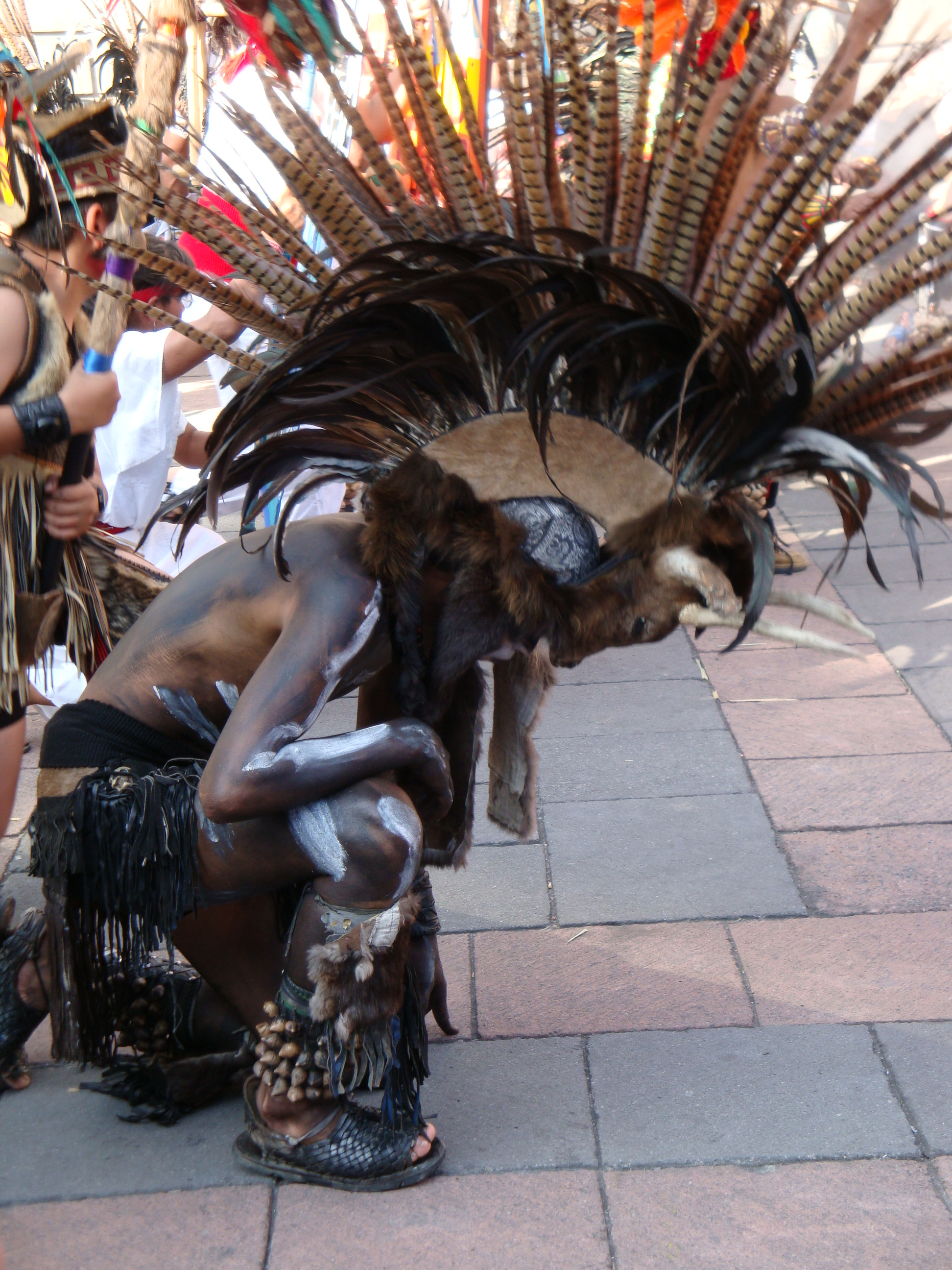
Danzante Azteca.

Danza de concheros concheros son grupos de danza ritual en México. Este fenómeno cultural tiene raíces mexicanas sincréticas (tanto prehispánicas como cristianas), y está vinculado a diversas fiestas religiosas. Entre los nombres que se le dan a esta danza se encuentran: «danza de los concheros», «danza de la tradición», «danza azteca o mexica» o «danza de la guerra» y regionales. Entre las fiestas más importantes están la del Sacromonte (inicia el baile en enero o marzo), la Santa Cruz en Chalma (una semana después del 3 de mayo), Santiago Apóstol (el domingo más cercano al 25 de julio, en Tlatelolco), San Miguel (29 de septiembre) y el ciclo se termina con la danza a la Virgen de Guadalupe en el atrio y los alrededores de la Basílica de Guadalupe, el 12 de diciembre.

## Origen de la palabra
La teoría más aceptada sobre el origen de la palabra conchero hace referencia a un instrumento musical con el que se acompañan sus danzas prehispánicas, ya que son más primitivas, el cual es parecido a la mandolina, pero su caja de resonancia está hecha de una concha o caparazón de armadillo, por lo que se le da comúnmente el nombre de mandolina de concha.
Actualmente se ha recuperado el uso de instrumentos antiguos mexicanos como el huehuetl , el teponaztli, el ayacachtli y los ayoyotes o chachayotes o coyollis.

## Historia y características

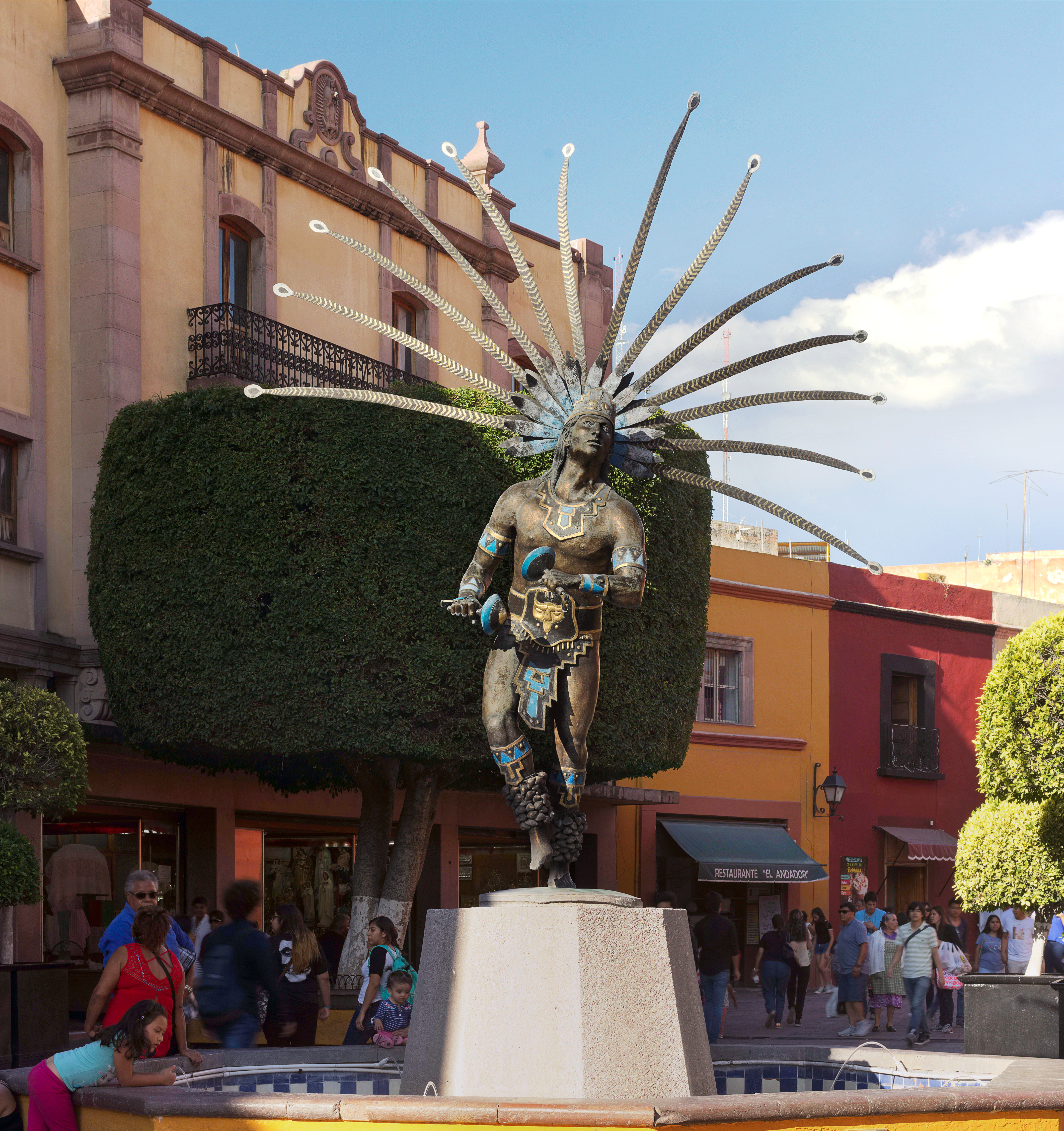
Monumento al danzante conchero en el centro de la ciudad de Santiago de Querétaro, cuya fundación está envuelta de leyendas íntimamente vinculadas con las tradiciones concheras

Están fuera y adentro de todas las mesetas suelen llamarse concheros los del segundo círculo los copiaban y así sucesivamente, hasta formar una especie de ola. Para cuando el paso establecido había llegado al último círculo, el primero ya había establecido otro paso.[cita requerida] En el centro de esos círculos se encontraban los músicos que tocaban el huehuetl y el teponaztli.
Los jóvenes y ancianos podían participar. Conforme se destacaban sus habilidades se podían dividir en conchero primero de la derecha, conchero primero izquierdo y alférez. El alférez era el encargado de cargar el estandarte.
Era como una manera de honrar a los dioses. Antes de iniciar la danza se bendecían los cuatro puntos cardinales. Debido a la religiosidad del momento, aquel que no hacía correctamente las cosas era castigado. Hoy en día, quien congrega al grupo recibe el nombre de Capitán o Jefe de Danza. Los principales danzantes son investidos simbólicamente como Primera y Segunda Palabra.
Tanto los capitanes de danza como las Primeras Palabras piden disculpas a todos al final de la danza por algún error cometido de manera involuntaria.
Entre los Capitanes más importantes de 1995 a la fecha se cuentan La Nanita, el Jefe Sonora, el Jefe Ortíz, el Capitán Andrés Segura y el Jefe Aranda.
La danza mexica ha recobrado su espacio en la explanada que está frente a la zona arqueológica del Templo Mayor. Entre los grupos importantes que ocupan ese espacio están los Tlacuilos que practican danza guerrera. También se pueden encontrar grupos de danza en los pueblos cercanos a la capital de México (Distrito Federal). Son famosos los de Zapotitlán.

## Vestuario

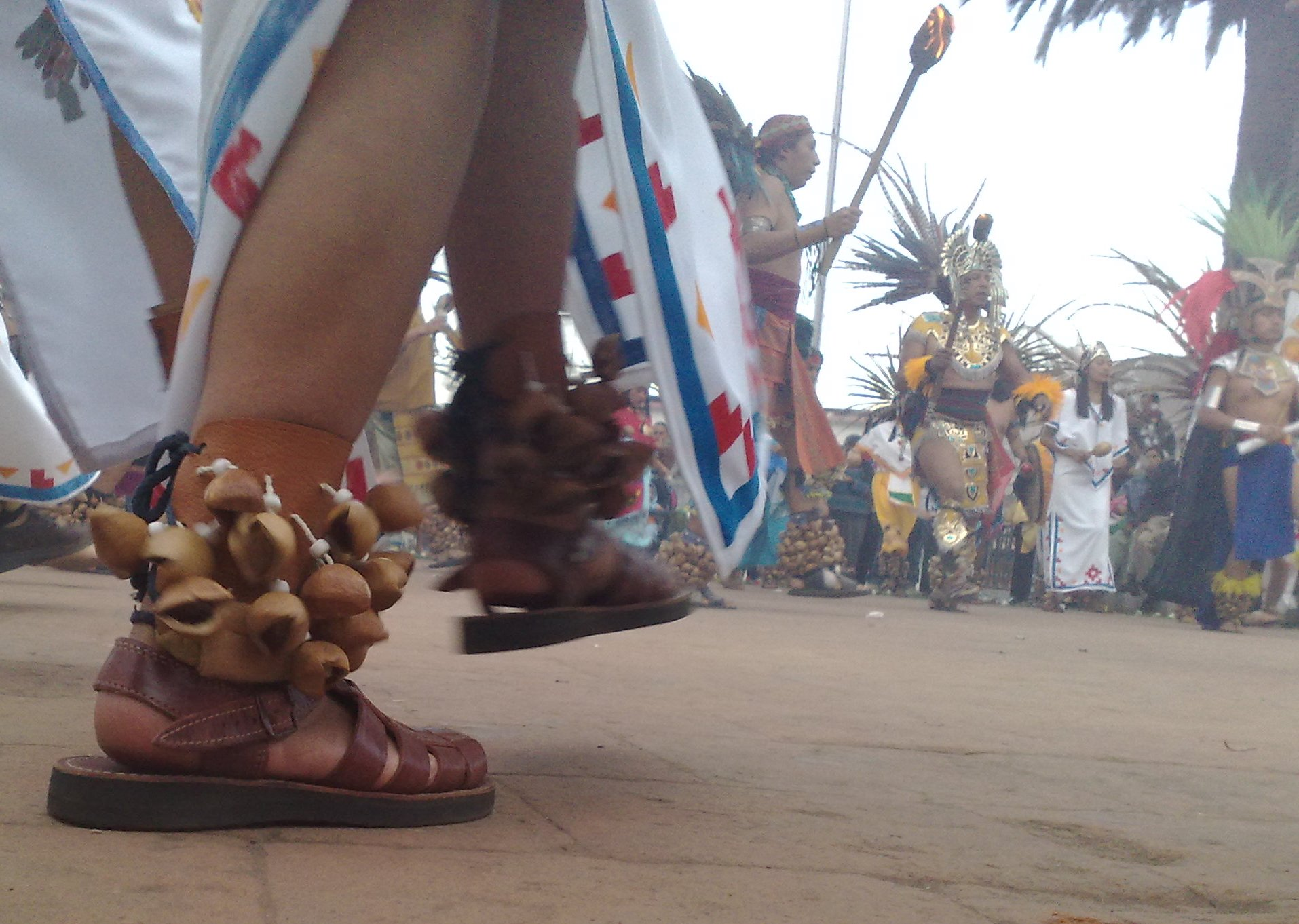
Los ayoyotes o tenabaris en los tobillos generan un sonido percusivo al danzar.

La vestimenta era determinada por el rango social al que pertenece cada persona. Los macehuales, que eran de bajo rango, portan ropa hecha a base de ixtle. Los pillis en cambio, tenían el privilegio de usar la tilma, una prenda hecha principalmente de algodón que tenía dibujos referentes a su rango y que se amarraba al hombro. Usaban también perforaciones en la nariz, boca y/o lóbulos de las orejas. También usaban tocados de plumas, llamados copilli, que podían ser de cotinga, de quetzal, de águila o de halcón. 

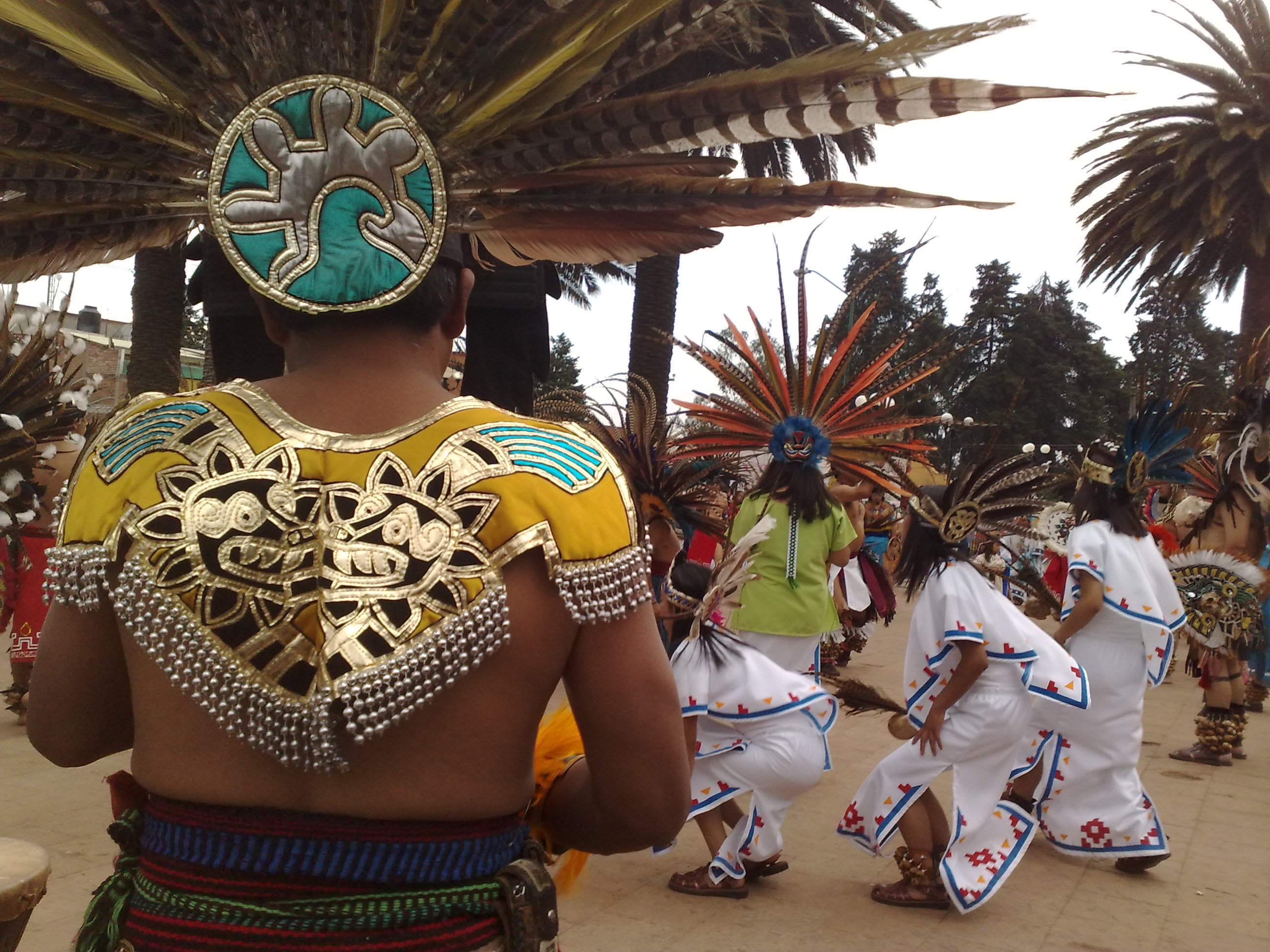
Pechera y penacho vistos desde la espalda

Actualmente, la vestimenta suele variar de unos grupos a otros, pero casi siempre consta de un faldellín, rodilleras, muñequeras, pectoral y un penacho de plumas. Las plumas ahora son de faisán, de pavo real, de gallo, artificiales o de avestruz. La tela del vestuario suele ser brillante y de colores muy vivos. Se utilizan los ayoyotes, también conocidos como tenabaris, en los tobillos, una sonaja en la mano derecha (ayacaxtli) o el estandarte. Todos los danzates llevan una cinta que rodea la cabeza a la altura de la frente (izcualmecatl). Esto protege la individualidad y la armoniza con el grupo como un pequeño círculo dentro de otro gran círculo, en una metáfora universal.

## Los concheros contemporáneos

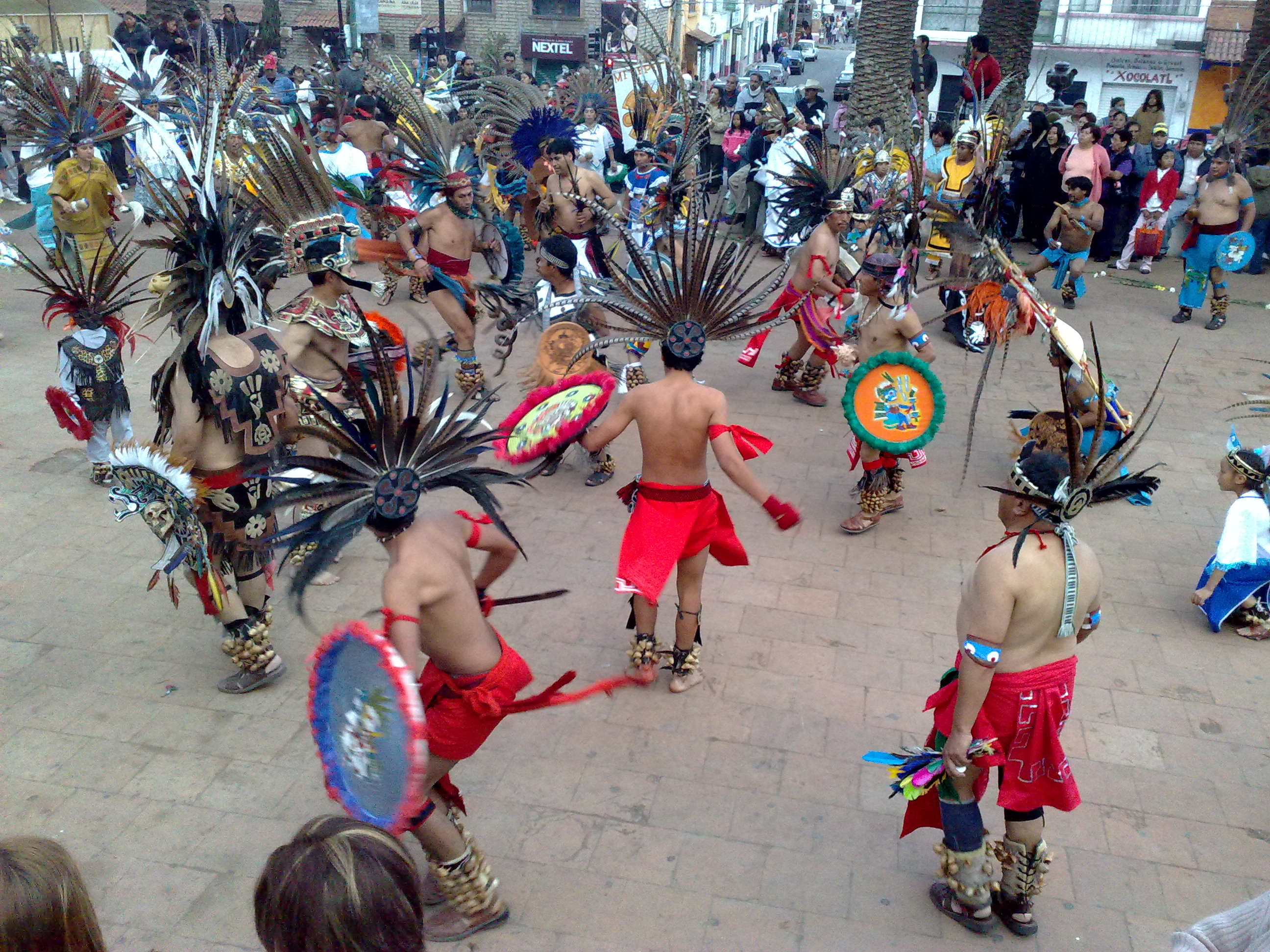
Concheros danzando en Metepec, Estado de México, durante ceremonia del Fuego Nuevo

Hoy en día, existe otra corriente de danza llamada Danza Azteca Guerrera Mexica cuyo propósito es revisar la historia de las raíces ancestrales desde el punto de vista antropológico y arqueológico, situándola antes de la llegada de los españoles. Por consiguiente, sus formas tratan de apegarse a los elementos conocidos anteriores a la etapa de colonización. De ahí que los atuendos, instrumentos y formas retomen la herencia indígena y no incluyan necesariamente las formas y tradiciones de la colonización. Si bien la danza azteca moderna no incluye necesariamente las formas religiosas cristianas, sí está cargada de espiritualidad. Por eso, se habla del círculo sagrado de danza y sus elementos sagrados. A esta danza se le inserta dentro del concepto de mexicanidad y recuperación de la esencia indígena ancestral. La difusión de la danza azteca precolonial ha tenido un gran auge en las últimas décadas, tanto que es fácil ver grupos que practican danzas llamadas aztecas en los barrios, en el centro de la Ciudad de México y en sitios y eventos culturales como museos y teatros. Junto con la expresión de la danza azteca moderna han llegado otras manifestaciones como la hechura y venta de mercancía artesanal asociada a la danza, y eventos rituales como el temazcal y algunas costumbres documentadas como la asignación de nombres aztecas de acuerdo al Tonalamatl con una interpretación moderna. Como con toda manifestación popular, hay prácticas que se salen del planteamiento original y buscan obtener un beneficio monetario, como ejemplo está la lectura de cartas tipo tarot al estilo azteca, o las "limpias" con sahumador (poposcomitl). 
La base dancística de los grupos modernos de danza azteca se encuentra en la raíz conchera. Fueron los "concheros" los primeros guardianes de la tradición durante la colonia. Se les permitió seguir bailando dentro de la religión católica si cubrían lo más posible sus cuerpos, por eso algunos llevan hasta una mascada en el cuello. Al integrar los instrumentos de cuerda la danza se hizo más lenta, puesto que bailan y tocan al mismo tiempo. 
Poco a poco se ha revalorado la danza mexica original, más rápida y sólo con percusiones. En ella los hombres llevan el torso y las piernas desnudas.
Varias compañías de danza folclórica han integrado estas danzas a sus repertorios, aunque eliminando muchos de los elementos, ya que se presentan como un espectáculo y no como una ceremonia espiritual.
La importancia de los danzantes aztecas modernos radica principalmente en la conservación de las formas antiguas, pues buscan preservar la tradición, formando así especies de colegios (llamados calpulli o calmecac), donde además de enseñar la danza, se dan talleres de filosofía prehispánica y clases de náhuatl. De esta manera, han surgido también grupos que buscan difundir la cultura mexica por el país, promover el aprendizaje del náhuatl y re establecer su uso como lengua mexicana. Existen otros grupos que sólo buscan devolverle a las danzas su origen ancestral, eliminando así los elementos coloniales y resaltando la mexicanidad.
Entre las danzas más ejecutadas se encuentran: Águila blanca, Paloma, Quetzalcóatl, El Sol, Tonantzin y la famosa Danza del Venado. Aunque esta última proviene del norte de México y se representa con distinta indumentaria, en varias ocasiones se anexa a las danzas de los concheros y danzantes mexicas/aztecas.